# Raoul Gaillard de Saint Germain
Pour les articles homonymes, voir Gaillard.
Charles Marie Raoul Gaillard de Saint Germain, né à Beauvais le 6 février 1839 et mort le 8 juin 1914, est un militaire français.

## Biographie
Charles Marie Raoul de Saint Germain est né le 6 février 1839, à Beauvais. Il est le fils de Marie Clément Gaillard de Saint Germain (1806-1873), avocat et conseiller-général du canton d'Auneuil (Oise) et également conseiller d'arrondissement de Beauvais (1848-1852), et de Geneviève Langlet (1810-1887).
Il s'engage comme élève de l'école spéciale militaire de Saint-Cyr en 1858 et en sort comme sous-lieutenant avec la promotion de Solférino en 1860. 
Le 26 septembre 1871, le capitaine adjudant-major de Saint Germain, affecté au régiment d'éclaireurs algériens, est décoré chevalier de la Légion d'honneur à l'issue de quatre campagnes.
En 1872, il épouse Aline de Fallois (1846-1927), figure parisienne de la Belle Époque sous le titre marital de comtesse de Saint Germain.
Il est chef de corps du 12e régiment de Chasseurs, de 1897 à 1898.
Raoul de Saint Germain termine sa carrière comme général de brigade, commandant les troupes d'infanterie non embrigadées de la division d'Oran et de la subdivision d'Aïn-Sefra. 
Il meurt le 8 juin 1914 .